# بحيرة إيلوبانغو
بحيرة إيلوبانغو هي بحيرة فوهية بركانية تملأ 8 × 11 كم (72 كم² أو 28 ميل²) تقع في وسط السلفادور، على حدود مقاطعات سان سلفادور، لاباز وكوسكاتلان. وهي ثاني أكبر بحيرة في البلاد وتقع مباشرة شرق العاصمة، سان سلفادور، يبلغ ارتفاعها 100 متر (330 قدمًا) إلى 500 متر (1600 قدم). أي فائض يُصرف عبر نهر جيبوا إلى المحيط الهادئ. يعتبر ثوران بركان إيلوبانغو مصدرًا محتملاً لظواهر الشتاء البركاني 535-536. القاعدة الجوية العسكرية المحلية، مطار إيلوبانغو الدولي، لديهما عروض جوية سنوية حيث يطير الطيارون الدوليون من جميع أنحاء العالم فوق مدينة سان سلفادور وبحيرة إيلوبانغو.